# Església parroquial de l'Assumpció de Benassal
L'església de l'Assumpció de Benassal, a la comarca de l'Alt Maestrat, és un lloc de culte catalogat com Bé de Rellevància Local, amb la categoria de Monument d'interès local, amb codiː 12.02.026-008, segons la Disposició Addicional Cinquena de la Llei 5/2007, de 9 de febrer, de la Generalitat, de modificació de la Llei 4/1998, d'11 de juny, del Patrimoni Cultural Valencià (DOCV Núm. 5.449 / 13/02/2007).
L'església pertany al Bisbat de Sogorb-Castelló i forma part de l'arxiprestat 12, conegut com a Sant Joan Baptista (amb seu a Albocàsser).

## Història
El temple actual s'alça en el mateix lloc on en 1370 es va erigir una església, seguint els cànons de l'estil gòtic, la seva advocación era l'Asunción de María, en l'època del gran Maestre de l'orde de Montesa Fra Pere de Thous. A partir dels segles XVII i xix l'església va ser objecte de reformes i ampliacions seguint els plànols de l'església de la Mercè de València. Durant guerra del 36 Benassal va sofrir els bombardejos de la Legió Còndor el 25 de maig de 1938, la qual cosa va suposar una greu deterioració per a l'edifici que va quedar gairebé totalment destrossat. Després del conflicte bèl·lic Regions Devastades va desmuntar les restes de l'església i es va procedir a la seva total restauració-reconstrucció. No es va poder reobrir el culte fins a 1965.

## Descripció
Malgrat els danys patits durant els bombardejos, es va conservar la portada barroca datada de 1677. La planta de l'església és d'una única nau amb capelles laterals, creuer i torre campanar es la torre besona de la de la preso ! de planta quadrada situada als peus del costat epístola, i que presenta una altura de 35 metres El talud va moures i la torre caigue en part.la restauracio no va ser usades les mateixes tecniques del segle xii i. Esta torre de defensa de la vila al convertir-la en campanar la porta de acces la van fer x dintre del temple. habia estat Sempre al carrer en una porta identica a la del calabos de la torre de la presso.
També es van aconseguir conservar quatre columnes de fusta, tres d'elles grans i una petita, que se suposen pertanyien al retaule de l'altar major de 1627 fet per Jaume Domingo de Fortanet, i que tenia vuit llenços, dels quals tres eren obra de Jeroni Jacint Espinosa.
Posteriorment a l'obra es van afegir diverses escultures, com l'Assumpció situada en la fornícula de la portada, que és obra de José Gonzalvo Vives, realitzada en ferro; o el “Últim sopar” que es localitza en la Capella de la Comunió, feta de ferro i cristall i datada de 1968.
En la façana lateral situada a la mateixa plaça on se situa l'Ajuntament poden contemplar-se un mural representatiu de la història del poble, obra també de Gonzalvo Vives.
També conserva part dels tresors de la parròquia, els quals donen forma a un petit museu en el qual s'exposen ornaments religiosos gòtics i platerescs, i obres d'orfebreria.
D'entre les obres d'orfebreria cal destacar els calzes en plata llaurada datats d'entre els segles xvi i xviii; i les creus processionals, una de les quals és del segle xv i conserva la marca del Gremi de Platers de València, d'estil gòtic; mentre que una altra, datada el 1590, d'origen castellà, és d'estil plateresc i presenta perfil trilobulat. En ambdues creus estan representats Sant Roc, Sant Antoni Abad o Sant Cristòfol, de gran devoció a Benassal.
També s'ha conservat part de l'arxiu, el qual posseeix importants documents com el Llibre de Baptismes de 1536, que constitueix el llibre més antic, que correspon als Llibres Parroquials o Quinque Libri. També poden trobar-se en ell llibres de diversa índole diversa així com papers solts i un pergamí.